# Карышковский, Пётр Осипович
Пётр О́сипович Карышко́вский-Икар (12 марта 1921, Одесса — 6 марта 1988, Одесса) — советский историк, нумизмат, исследователь греческой и латинской эпиграфики Северного Причерноморья, византинист, учёный-энциклопедист.
Доктор исторических наук, профессор, с 1963 года и до последних дней заведовал кафедрой истории древнего мира и средних веков Одесского университета.

## Биография
Родился 12 марта 1921 года в Одессе.
Отец, Карышковский-Икар Осип Титович (1880—1965), уроженец гор. Каменец-Подольского, был участником русско-японской войны, первой мировой и гражданской войн; после демобилизации из рядов РККА (в 1923 году) работал на различных предприятиях Одессы на административно-технических должностях.
Мать, урождённая Радзиевская Ольга Фёдоровна (1889—1942), киевлянка, была учительницей младших классов.
В 1939 году поступил на исторический факультет Одесского университета, к началу Великой Отечественной войны был студентом II курса. В РККА не служил, будучи снят с учёта по зрению. Во время обороны Одессы в июле-сентябре 1941 года работал на сооружении противотанковых рвов.
Во время румынской оккупации сначала работал в библиотеке университета, затем был студентом.
С апреля 1944 до конца 1946 года работал в Одесском археологическом музее на должности научного сотрудника.
В 1945 году окончил исторический факультет Одесского университета.
В 1946—1948 годах был аспирантом по всеобщей истории (история Древнего мира и Византии), научный руководитель А. Г. Готалов-Готлиб.
Задерживался органами НКВД, но по ходатайству декана исторического факультета Одесского университета Константина Павловича Добролюбского был освобождён.
После аспирантуры продолжает работу в Одесском университете. С 1963 года и до конца жизни — заведующий кафедрой истории древнего мира и средних веков.
Участвовал во многих научных конференциях и сессиях, был членом редколлегии республиканских сборников «Археология», принимал активное участие в издательской деятельности Одесского археологического музея АН УССР.
Под его руководством подготовлено и защищено около десятка кандидатских диссертаций.
С момента создания Общества по охране памятников истории и культуры (ВООПИиК) принимал участие в его деятельности, являлся членом президиума областной и республиканской организации
Карышковский был избран членом-корреспондентом Германского археологического института, Американского нумизматического общества, стоял у истоков возрождения Одесского археологического общества.
Умер 6 марта 1988 года в Одессе. Похоронен на Втором Христианском кладбище.

## Научные исследования
В 1951 году Пётр Осипович защитил кандидатскую диссертацию в Москве при Институте истории АН СССР (Политические взаимоотношения Византии, Болгарии и Руси в 967—971 гг.). В его диссертации были раскрыты проблемы, связанные c русско-болгарскими отношениями во время Балканских войн Святослава, уточнена хронология русско-византийской войны при Святославе и описаны события, связанные с историей балканских походов Святослава. Результаты исследования были опубликованы в журналах «Вопросы истории», «Византийский временник», «Вестник древней истории».
Критика источников по этой теме актуальна по сей день и постоянно цитируется современными исследователями.
Византинистика не случайно интересовала Петра Осиповича, он был учеником А. Г. Готалова-Готлиба, который в свою очередь учился в Новороссийском университете у Ф. И. Успенского, автора фундаментального трёхтомного труда по истории Византийской империи.
Со временем его научные интересы меняются, он становится исследователем античности, прежде всего по истории и культуре Северного Причерноморья и Византии. Опубликовал около 190 работ, из которых наиболее значительные посвящены эпиграфике и нумизматике — особенно монетам Ольвии, по которым Карышковский в 1969 году защитил при Ленинградском университете докторскую диссертацию «Монетное дело и денежное обращение Ольвии (VI в. до н. э. — IV в. н. э.)» (опубликована отдельным изданием в 2003 году).
В 1985 году издана монография в соавторстве с И. Б Клейманом — «Древний город Тира. Историко-археологический очерк». В монографии на основании археологических и письменных источников восстанавливаются история Тиры, социальный строй и культура города, его место среди других античных городов и роль в жизни племён Северо-Западного Причерноморья на протяжении тысячелетия (с основания Тиры в VI в. до н. э. дo её гибели в IV в. н. э.).
В 1988 году издал монографию «Монеты Ольвии. Очерк денежного обращения Северо-Западного Причерноморья в античную эпоху». В монографии впервые в отечественной науке прослеживается процесс возникновения, расцвета и упадка денежного обращения в Ольвийском полисе рубежа VII—VI вв. до н. э. — IV в. н. э. Показаны особенности денежного обращения в Нижнем Побужье, выделена роль иноземных и местных монет на разных этапах истории Ольвии. В связи с датировками отдельных эмиссий затрагиваются вопросы, связанные с монетным делом Ольвии. Учитываются монетные находки в регионе. Особо рассматриваются надписи, содержащие данные по истории денежного обращения.
Работая в Одесском государственном университете, Пётр Осипович читал различные курсы лекций, чаще всего историю Древней Греции и Рима. Обширные знания и эрудиция позволили ему в разные годы вести лекции на историческом факультете по шести историческим курсам, по шести специальным дисциплинам и разработать немало спецкурсов по древней и средневековой истории, курс «Введение в специальность» нумизматике и другие.
В совершенстве владел несколькими языками: английским, немецким, итальянским, румынским, польским, чешским, болгарским, сербским, латинским и древнегреческим.

## Память
- Имя профессора Карышковского носит улица[1] в Одессе.
- Чтения памяти профессора П. О. Карышковского[2].

## Монографии
- Пётр Осипович Карышковский — основные монографии на сайте Academia
- Карышковский П. О. Куликовская битва. — М.: Госполитиздат, 1955. — 64 с.
- Карышковский П. О. Восстание Спартака. — М.: Госполитиздат, 1956. — 64 с.
- Карышковский П. О., Клейман И. Б. Древний город Тира: Историко-археологический очерк / АН УССР, Одесский археологический музей. — Киев: Наукова думка, 1985. — 160, [8] с. — (Археология).
- Карышковский П. О. Монеты Ольвии: Очерк денежного обращения Северо-Западного Причерноморья в античную эпоху / АН УССР, Одесский археологический музей. — Киев: Наукова думка, 1988. — 168, [8] с. — ISBN 5-12-000104-1.
- Карышковский П. О. Монетное дело и денежное обращение Ольвии (VI в. до н. э.—IV в. н. э.). — Одесса: А.С. Фридман, 2003. — XVI + 684 с. — ISBN 966-96181-0-X.

## Статьи
- Русско-болгарские отношения во время Балканских войн Святослава // Вопросы истории. 1951. № 8.
- О хронологии русско-византийской войны при Святославе // Византийский временник. 1952. Т. V.
- К вопросу о первоисточниках по истории походов Святослава // Краткие сообщения Института славяноведения. 1952. № 9.
- Балканские войны Святослава в византийской исторической литературе // Византийский временник. 1953. Т. 6.
- Боспор и Рим в I в. н. э. по нумизматическим данным // Вестник древней истории. 1953. № 3.
- О мнимом болгарском источнике летописных сводов // Труды Одес. университета. 1954. Т. 144.
- К истории балканских походов Руси при Святославе // Краткие сообщения Института славяноведения. 1955. № 14.

- Лев Диакон о Тмутараканской Руси // Византийский временник, № 42 (1960).
- Материалы к собранию древних надписей Сарматии и Тавриды // Вестник древней истории. 1966. № 2.
- Из истории поздней Ольвии // Вестник древней истории. 1968. № 1.
- Из истории монетного дела Ольвии в I-II вв. н.э. // Нумизматика и эпиграфика. Вып. IX / Отв. ред. Д.Б. Шелов; АН СССР, Ин-т археологии. М.: Наука, 1971. 220 с. — С. 51 — 61.
- Ольвийские эпонимы // Вестник древней истории. 1978 № 2.

- ОЛЬВИЙСКИЕ МОНЕТЫ: ПРОИЗВОДСТВО. OLBIA COINS PART ONE.
- «Новые ольвийские посвящения первых веков нашей эры» Вестник древней истории. 1993, № 1, С. 73—95.